# سوناندا ديفي
{{ص.م جبل
| خريطة طبوغرافية = India
| حجم خريطة الموقع = 260
| الإحداثيات = ناندا ديفي الشرق ( (بالهندية: नंदा देवी पूर्व)) المعروفة محليًا باسم سوناندا ديفي: هي الجزء السفلي من القمتين المتجاورتين لأعلى جبل في أوتارانتشال وثاني أعلى جبل في الهند ؛ ناندا ديفي هي أعلى قمة توأم . تعد ناندا ديفي وناندا ديفي الشرق جزءًا من هيمالايا غروال، وتقع في ولاية أوتارانتشال. تظهر قمم الجبال التوأم الرشيقة تقريبا من كل مكان في كوماون . وسجلت تاريخيا لأول صعود إلى قمة ناندا ديفي الشرق في عام 1939 بواسطة جاكوب بوجاك ويانوش كلارنر. يبلغ ارتفاع ناندا ديفي إيست 7,434 متر (24,390 قدم) وبروزها 260 متر (850 قدم) .

## الدلالة الدينية
ناندا ديفي الشرق: هي القمة السفلية للقمم التوأم لناندا ديفي ، كتلة ذروتها مكونة من ذروتين، وتشكل سلسلة طولها كيلومترين، موجهة نحو الشرق- الغربي. القمة الغربية أعلى، والقمة الشرقية المسماة بناندا ديفي الشرق الذي يشار إليها محليًا باسم سوناندا ديفي. وقد يشار القمم معًا على أنها قمم الإلهة ناندا وسوناندا. حدثت هذه الآلهة معًا في الأدب السنسكريتية القديمة،سريمد باغبهاتام أوبورانا باغبهاتا ( غيتا بريس لديها مجلدين مترجمة بالإنجليزية والهندية) وكثيرا ما يعبدون معا في كوماون وغاروال وكذلك في أماكن أخرى في الهند. وبخصوص بعد الجبال التي تعد أنها مقدسة وإرباطها مع آلهة وإلهات معينة تعد من الممارسات السائدة في أجزاء أخرى من آسيا ، على سبيل المثال، تم تسمية جبل فوجي البركاني في اليابان على اسم آلهة النار . المرجع الأول المنشور لناندا ديفي الشرق بسوناندا ديفي ظهرت في رواية حديثة (مالهوترا 2011) والتي تحتوي منطقة كوماون كخلفية. مهرجان ناندا ديفي راج جات السنوي يحتفل بالآلهة بشعبية ومشهور في أوتارانتشال.
كما تم تجسيد جبال الهيمالايا على أنها اللورد هيمافاتا، إله الثلج، المذكور في ماهابهاراتا . والد جانجا وساراسواتي ، الذي أصبحا أنهارًا، وبارفاتي الصورة الرمزية لوالدة عظيمة الآلهة الام دورغا ، التي تزوجت بشيفا والآلهة ناندا وسوناندا الذين هم أيضًا الآلهة أوالمقربين الروحيين للإلهة دورجا.

## تاريخ التسلق
بعثة بولندية[وصلة مكسورة] التي تكونت من أربعة أعضاء بقيادة آدم كاربينسكي صعدت قمة ناندا ديفي إيست في عام 1939 من لونجستاف كول الذي يعد المسار القياسي في القمة. وكانوا حزب القمة هم جاكوب بوجاك ويانوش كلارنركانوا .
حاولت بعثة فرنسية اجتياز التلال بين ناندا ديفي وناندا ديفي الشرق لأول مرة وذلك في عام 1951، والذي أدى إلى وفاة عضوين منهم. كان ؛ تسلّق تينزينج نورجاي الذي يعد جزءًا من فريق الدعم ولويس دوبوست ناندا ديفي إيست للبحث عن الزوج المفقود. فيما بعد ذكر تينزينج بأنه كان أصعب تسلق جبل في حياته، وأكثر صعوبة من إيفرست.
منذ ذلك الحين تم الوصول إلى القمة من قبل مجموعة (الهندية-الفرنسية) في عام 1975م وربما أيضًا حملة الجيش الهندي في عام 1981م, في هذه الحالة الأخيرة لم يكن متسلقوا الجبال على قيد الحياة لكي يتمكنوا من سرد القصة. النهج القياسي لمسار التلال الجنوبية هو من وادي ميلام إلى الشرق، الذي يمر عبر نهر الجليدي لاوان وما بعده إلى لونجستاف كولون. تمر الرحلة عبر قريتي مونسياري وبهاديغوار الخلابتين.
قاد ماركو دالا لونجا في عام 2005م بعثة إيطالية كبيرة من اثني عشرة عضوًا إلى قمة ناندا ديفي الشرق. اقتربوا من قمة مونسياري ووادي ميلام. والمخيمات تم إنشاؤه حتى 5400 م. أحرز الفريق الإيطالي تقدمًا جيدًا في ناندا ديفي الشرق، من خلال الركيزة المركزية على الوجه الشرقي. كانوا يتقدمون نحو القمة عندما أتت موجة طويلة من سوء الأحوال الجوية من 9 إلى 18 سبتمبرجعلهم يمكثون في المعسكرات العليا. ثم ضربت المأساة الفريق الإيطالي على ناندا ديفي.توفي ماركو دالا لونجا زعيم البعثة فجأة بسكتة دماغية في 24 سبتمبر. اشتبه طبيب الفريق في حدوث وذمة دماغية . كانت لونجا شابة وسليمة، ولم يبلغ عنها أي مشاكل صحية خلال الحملة حتى ذلك الوقت. تم إجلاء البعثة بالكامل عن طريق الجو في 27 سبتمبر إلى مونسياري و دلهي جوا في اليوم التالي.
وفي عام 2019 من 27 يونيو(الذكرى الثمانون80 لأول بعثة بولندية إالى ناندا ديفي الشرق).وفيه تسلق أعضاء البعثة البولندية ناندا ديفي الشرق-وهما: ياروسلاو جاوريسياك ووجسيتش فلاتشينسكي .

## حديقة ناندا ديفي الوطنية وحدائق ووادي الزهور الوطنية
تعد حديقة ناندا ديفي الوطنية إلى جانب منتزه وادي الزهور الوطني بعضًا من أروع المناطق البرية في جبال الهيمالايا. ويسيطر عليها قمم ناندا ديفي وناندا ديفي شرق ثاني أعلى جبل في الهند والذي اقترب عبر مضيق ريشيغانغا، وهو واحد من أعمق الجبال في العالم. ولا يعيش أي إنسان في المتنزه الذي بقي تقريبا على حاله بسبب عدم إمكانية الوصول الوعرة. ويوجد فيها نباتات متنوعة للغاية وهي موطن للعديد من الثدييات المهددة بالانقراض، من بينها نمر الثلج ، سيرو ، غزال المسك الهيمالاي والبهارال . تقع حديقة ناندا ديفي الوطنية في شرق اوتارانتشال، بالقرب من الحدود التبتية في هيمالايا غاروال على بعد مسافة 300 كم شمال شرق دلهي.

## روابط خارجية
- برنامج الأمم المتحدة للبيئة
- موسوعة الأرض